# 聖彼得教堂 (羅斯托克)
54°05′26″N 12°08′53″E / 54.09056°N 12.14806°E

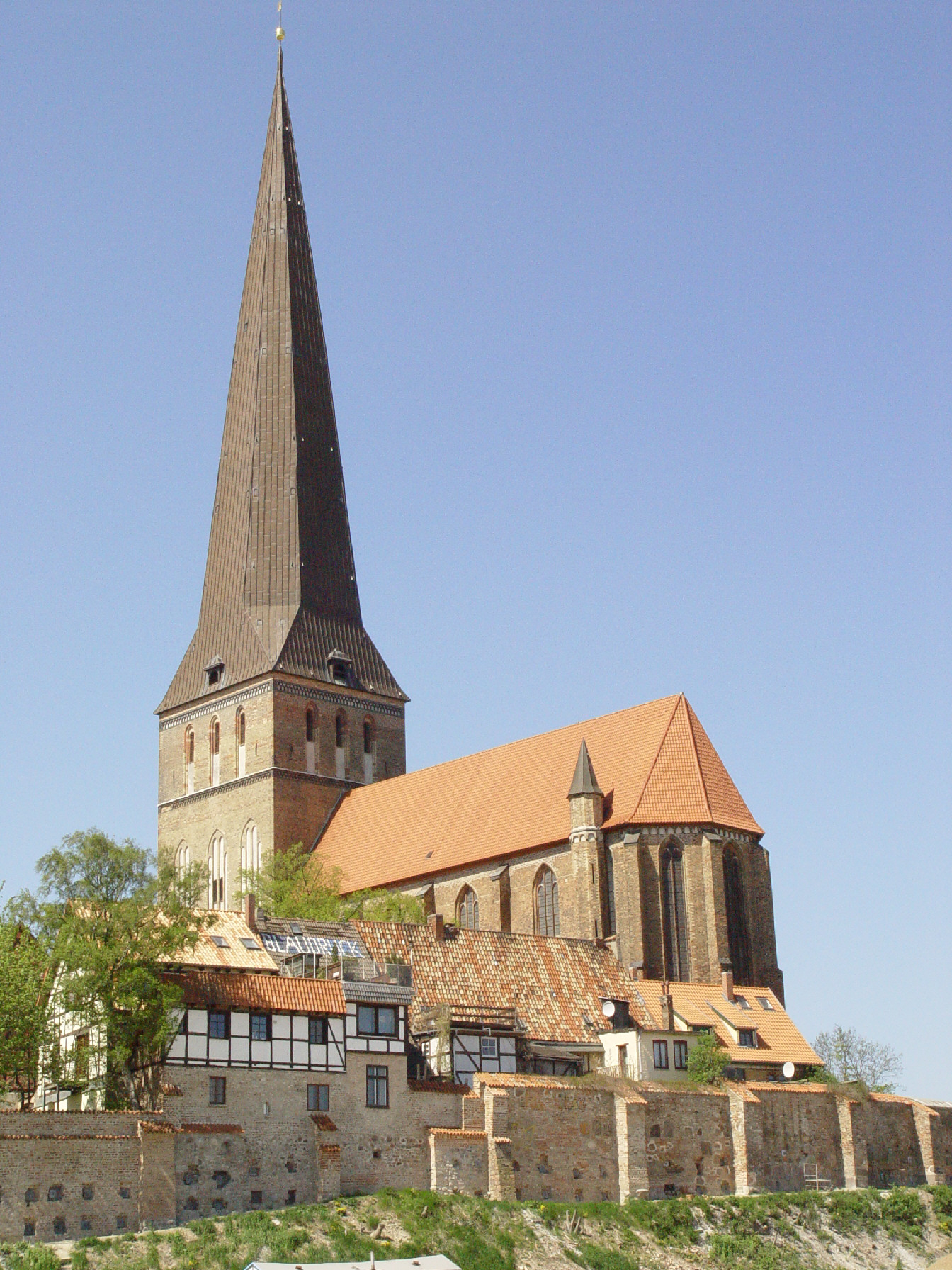

聖彼得教堂（德語：Petrikirche）是位於德國城市羅斯托克的一座教堂，也是羅斯托克歷史最長的三座教堂之一，另外兩座是聖馬利亞教堂和聖尼古拉教堂。第四座教堂聖雅各教堂在二戰中嚴重被毀，之後拆除。聖彼得教堂修建於14世紀中葉，外觀為哥特式風格。